# Hans Cornelisse
Johannes Franciscus Nicolaas (Hans) Cornelisse (Zoeterwoude, 18 april 1952) is een Nederlands burgemeester. Hij is lid van het CDA.
Cornelisse werd op 18 april 1952 geboren in Zoeterwoude. Hij is een zoon van oud-burgemeester van Avenhorn en Oudendijk Jan Cornelisse. 
Het gezin verhuisde in 1963 naar Avenhorn, waar Cornelisse vanaf elfjarige leeftijd zijn jeugd doorbracht. Hij ging economie studeren en werd lid van het CDA. Na zijn studie was hij werkzaam bij het ministerie van volkshuisvesting en ruimtelijke ordening. Begin jaren '80 werd hij namens het CDA gekozen tot deelraadslid in Rotterdam en vanaf eind jaren '80 tot 1990 was hij raadslid in de gemeente Haarlemmermeer namens het CDA. 
Volgens eigen zeggen zag hij vanuit het raadslidmaatschap hoe een burgemeester functioneerde en dat wekte zijn interesse. In 1990 solliciteerde hij voor het burgemeesterschap van Akersloot.
Vanaf 1990 was hij burgemeester van de gemeente Akersloot tot die op 1 januari 2002 werd opgeheven. Kort daarop werd hij waarnemend burgemeester van Opmeer ter tijdelijke vervanging van burgemeester Wim de Leeuw die vanwege gezondheidsproblemen zijn functie niet kon uitoefenen en in april 2003 zou overlijden. Van juni 2004 tot april 2005 was hij waarnemend burgemeester van Andijk en van juni 2005 tot 15 juni 2017 was Cornelisse de burgemeester van Langedijk. Met ingang van 20 juli werd Jan Hoekema benoemd als waarnemend burgemeester van Langedijk.
Cornelisse is de zoon van Jan Cornelisse, die burgemeester was van de Noord-Hollandse gemeentes Avenhorn en Oudendijk.